# Eusyphax lineata
Eusyphax lineata är en insektsart som beskrevs av Ronald Gordon Fennah 1956. Eusyphax lineata ingår i släktet Eusyphax och familjen Derbidae. Inga underarter finns listade i Catalogue of Life.